# Рычкова, Любовь Владимировна
Любо́вь Влади́мировна Рычко́ва (род. 14 августа 1970 года, Иркутск ) — российский педиатр и ученый, доктор медицинских наук, профессор РАН (2016), член-корреспондент РАН (2019), директор ФГБНУ «Научный центр проблем здоровья семьи и репродукции человека» (с 2015 г.), профессор базовой кафедры «Медицинская психология» ФГБНУ «Научный центр проблем здоровья семьи и репродукции человека» и ФГБОУ ВО «Иркутский государственный университет», секретарь комиссии Научного совета по педиатрии секции клинической медицины Отделения медицинских наук РАН, президент Иркутского областного отделения Союза педиатров России.

## Биография
Окончила Иркутский государственный медицинский институт по специальности «Педиатрия» в 1993 году. В 1997 году защитила диссертацию на соискание ученой степени кандидата медицинских наук по специальности «Педиатрия», посвященную изучению механизмов нарушения функции сердечно-сосудистой системы при ревматических заболеваниях у детей. В 2004 году защитила докторскую диссертацию на тему «Роль психосоматических нарушений в генезе ряда заболеваний у детей» по специальностям «Педиатрия» и «Патологическая физиология».
С 1998 года — работает в Научном центре проблем здоровья семьи и репродукции человека, гор. Иркутск, с 2015 года — директор Научного центра проблем здоровья семьи и репродукции человека.
Основатель научной школы «Здоровьесберегающие технологии в сфере педагогики,  психологии и медицины».
С 2014 г. - Профессор базовой кафедры «Медицинская психология» ФГБНУ «Научный центр проблем здоровья семьи и репродукции человека» и ФГБОУ ВО «Иркутский государственный университет».
Под руководством Л.В. Рычковой защищено 11 диссертаций на соискание ученых степеней кандидата и доктора наук.
Является заместителем главного редактора журнала «Acta Biomedica Scientifica», членом редколлегии журналов «Мать и дитя в Кузбассе», «Здоровье детей Сибири».
Секретарь комиссии Научного совета по педиатрии секции клинической медицины Отделения медицинских наук РАН, член Бюро ОУС СО РАН по медицинским наукам.

## Научная деятельность.
Основное направление научной деятельности - исследование фундаментальных механизмов развития заболеваний детского возраста как основы для разработки новых технологий диагностики, лечения и реабилитации.
Автор более 630 научных работ, 15 монографий, 7 учебно-методических пособий и рекомендаций и 39 охраняемых объектов интеллектуальной собственности.

## Награды
Лауреат 2 Премии Первого Всероссийского конкурса инновационных разработок в педиатрии «Педиатрия 21 века». Награждена Орденом Пирогова (5 февраля 2024 года) ,  почётным знаком СО РАН «Серебряная сигма», почётной грамотой Российской Академии наук, памятной медалью имени академика М.А. Лаврентьева, присвоено почётное звание «Почётный работник науки и высоких технологий», «Заслуженный работник науки и высшей школы Иркутской области», удостоена высшей государственной награды Монголии Ордена Полярной звезды (2024 год, Монголия).

## Общественная деятельность
- С 2015 г. - Председатель регионального отделения Общероссийской общественной организации научных работников в области педиатрии "Российская общественная академия педиатрии".
- С 2016 г. - Член Координационного научного совета при Губернаторе Иркутской области[8]
- С 2017 г. - Член Правления ассоциации детских врачей Иркутской области.
- С 2017 г. - Вице-президент Байкальской психосоматической ассоциации.
- С 2019 г. - Президент Иркутского областного регионального отделения Общественной организации «Союз педиатров России».
- С 2019 г. - Член Межведомственной комиссии по организации мероприятий по профилактике и противодействию распространению ВИЧ-инфекции на территории Иркутской области.
- С 2020 г. - Руководитель Иркутского научного центра Российской академии образования
- С 2021 г. – Член общественной организации «Ассоциация медицинских и фармацевтических работников Иркутской области».
- С 2023 г. - Председатель Комиссии Общественной палаты Иркутской области по науке и образованию VIII созыва[9]
- С 2023 г. - Член Правления Общественного Совета при Министерстве здравоохранения Иркутской области[10]
- С 2023 г. - Член Координационного совета РАН и РАО «Здоровье и образование детей, подростков и молодежи»[11]
- С 2024 г. - Член Экспертного совета по вопросам демографического развития на территории Иркутской области при Законодательном собрании Иркутской области[12]